# Molly Malone
"Molly Malone" (også kendt som "Cockles and Mussels" eller "In Dublin's Fair City") (på irsk: Mol Ní Mhaoileoin, Roud 16932) er en velkendt sang eller folkelig vise, som foregår i Dublin, Irland. Sangen er blevet den uofficielle kendingsmelodi for Dublin.

## Historien
Sangen fortæller om en (fiktiv) smuk pige fra Dublin, som solgte fisk og skaldyr fra sin trækvogn rundt om i byens gader. Hun døde ung af en feber, som ingen kunne kurere. Navnet "Molly" er et almindeligt brugt kælenavn i Irland for piger, som egentlig er døbt Mary eller Margaret. Eftersom der er født et utal af piger ved navn Mary eller Margaret Malone gennem årene i Dublin og omegn er der ingen sikker indikation af, hvem sangen egentlig handler om. Ikke desto mindre besluttede Dublins 1000-års fødselsdagskommite, at sangens Molly Malone var den samme Molly Malone, som døde den 13. juni 1699, og dagen blev officielt erklæret for 'Molly Malone day'.
"Molly Malone" er ikke med sikkerhed kendt før 1883, hvor den blev udgivet i Cambridge, Massachusetts, USA. Den blev herefter udgivet af Francis Brothers & Day i London, Storbritannien i 1884 med angivelse af, at den er skrevet og komponeret af James Yorkston, Edinburgh og med musikalsk arrangement af Edmund Forman. London-udgivelsen fastslog endvidere, at trykningen af sangen var sket med tilladelse fra Kohler & Son, ligeledes fra Edinburgh. Dette indikerer, at sangen skulle stamme fra Skotland, selv om der ikke findes yderligere belæg herfor. Andre har hævdet, at sangen er i den velkendte 'music hall-stil' fra samme tid og at det derfor ikke kan udelukkes, at sangen er baseret på en ældre folkevise, ikke mindst set i lyset af, at såvel tekst som melodi følger den typiske irske tradition for, hvorledes en folkelig vise var skruet sammen. Og står dette til troende er det tvivlsomt, om der nogensinde har eksisteret den Molly Malone, som beskrives i sangen.
Sangen følger lidt den samme lette men tragiske genre, som var populær i den periode, sikkert under indflydelse af lignende viser fra tidligere tider men med samme tema, så som "Oh My Darling" (Clementine), som er fra ca. 1880.
Efter årtusindskiftet er der opstået den teori, at den historisk korrekte Molly Malone levede engang i det 17. århundrede. Hun var den tids typiske gadesælger om dagen og deltidsprostitueret om natten. Men der er dog stadig tale om gisninger og der findes fortsat ingen beviser for, at sangen er baseret på historien om en virkelig person, hverken i det 17. århundrede eller på noget andet tidspunkt.

## Teksten
In Dublin's fair city,
Where the girls are so pretty,
I first set my eyes on sweet Molly Malone,
As she wheeled her wheel-barrow,
Through streets broad and narrow,
Crying, "Cockles and mussels, alive, alive, oh!"
"Alive, alive, oh,
Alive, alive, oh",
Crying "Cockles and mussels, alive, alive, oh".
She was a fishmonger,
But sure 'twas no wonder,
For so were her father and mother before,
And they each wheeled their barrow,
Through streets broad and narrow,
Crying, "Cockles and mussels, alive, alive, oh!"
"Alive, alive, oh,
Alive, alive, oh",
Crying "Cockles and mussels, alive, alive, oh".
She died of a fever,
And no one could save her,
And that was the end of sweet Molly Malone.
Now her ghost wheels her barrow,
Through streets broad and narrow,
Crying, "Cockles and mussels, alive, alive, oh!"
"Alive, alive, oh,
Alive, alive, oh",
Crying "Cockles and mussels, alive, alive, oh".

## Statuen
Molly Malone er, foruden sangen, endvidere en statue for enden af gågaden Grafton Street i Dublin. Statuen blev afsløret af byens borgmester under Dublins 1.000-års fødselsdagsfestligheder i 1988 på den 13. juni, der sidenhen er blevet kaldt 'Molly Malone Dag'. Statuen er skabt af Jeanne Rynhart.

## Indspilninger
Mange kunstnere har i tidens løbe indspillet en version af sangen, heriblandt U2, Sinéad O'Connor, Johnny Logan, Paul Harrington og The Dubliners. Opera-barytonen Bryn Terfel har indspillet en operaversion af sangen og den bliver også sunget i M*A*S*H (sæson 10) "That's Show Biz".

## Sportens brug af sangen
En række sportsklubber anvender sangen eller dele deraf som deres slagsang. Nævnes kan bl.a. fodboldholdet Dublin GAA, rugbyholdet Leinster Rugby, Bolton Wanderers F.C. (engelsk fodboldklub), Berwick Rangers F.C., Doncaster Rovers F.C. (engelsk fodboldklub) samt Irlands nationale rugbylandshold.